# Night Monster
Night Monster – amerykański film grozy z 1942 roku.

## Obsada[1]
- Béla Lugosi – Rolf
- Lionel Atwill – doktor King
- Leif Erickson – Laurie
- Irene Hervey – doktor Lynn Harper
- Ralph Morgan – Kurt Ingston
- Don Porter – Dick Baldwin
- Nils Asther – Agor Singh
- Fay Helm – Margaret Ingston
- Frank Reicher – doktor Timmons
- Doris Lloyd – Sarah Judd
- Francis Pierlot – doktor Phipps
- Eddy Waller – Jed Harmon
- Cyril Delevanti – Torque